# Phanxicô Xaviê Trần Thanh Khâm
Phanxicô Xaviê Trần Thanh Khâm (1902–1976) là một giám mục người Việt Nam của Giáo hội Công giáo Rôma. Ông từng đảm trách vai trò giám mục phụ tá Tổng giáo phận Sài Gòn kiêm giám mục hiệu tòa Numnuli trong suốt khoảng thời gian từ năm 1965 đến năm 1976. Khẩu hiệu giám mục của ông là "Bác ái – độ lượng".
Trần Thanh Khâm sinh tại Bình Dương. Sau quá trình tu học, ông được phong chức linh mục tại Sài Gòn tháng 4 năm 1930. Trong thời kỳ làm linh mục của mình, ông quản nhiệm nhiều nhiệm sở khác nhau, và đa phần đều trong khoảng thời gian ngắn, có khi chưa đến một năm trên nhiều địa phương khác nhau, vốn thuộc Hạt Đại diện Tông Tòa Sài Gòn có diện tích lãnh thổ rất lớn trước khi tách các giáo phận khác sau này. Từ năm 1961, ông đảm trách vai trò Tổng đại diện Tổng giáo phận Sài Gòn, sau khi giám mục Nguyễn Văn Bình trở thành Tổng giám mục Tiên khởi Tổng giáo phận Sài Gòn.
Cuối năm 1965, Tòa Thánh loan tin chọn linh mục Trần Thanh Khâm làm giám mục Hiệu tòa Numnuli, chức danh Giám mục phụ tá Tổng giáo phận Sài Gòn. Lễ tấn phong cho ông diễn ra vào đầu năm 1966. Sau 10 năm làm giám mục, ông qua đời vào năm 1976.

## Thân thế và giai đoạn linh mục
Trần Thanh Khâm sinh ngày 10 tháng 3 năm 1902 (có nguồn tin cho rằng ngày 2 tháng 3 năm 1902) tại họ đạo Búng, xã Hưng Định, Lái Thiêu, Thủ Dầu Một (nay thuộc phường Hưng Định, thành phố Thuận An, tỉnh Bình Dương), thuộc Giáo phận Phú Cường. Thân phụ là ông Tôma Trần Văn Tú và thân mẫu là bà Rôsa Hồ Thi Muồi. Chủng sinh Khâm lãnh chức Tiểu phó tế ngày 25 tháng 5 năm 1929, chức Phó tế ngày 21 tháng 9 cùng năm.
Sau quá trình tu học dài hạn, ông được thụ phong linh mục ngày 5 tháng 4 năm 1930 tại Sài Gòn, khi mới 28 tuổi. Trong khoảng thời gian sau khi được phong chức linh mục, tân linh mục Khâm được giám mục giáo phận điều đi làm linh mục phó giáo xứ Chợ Lách (tỉnh Bến Tre). Một năm sau đó, linh mục Khâm được thuyên chuyển làm linh mục phó giáo xứ Cái Nhum (Bến Tre) trong vòng năm năm. Từ năm 1936 đến năm 1938, ông đảm nhận chức vụ linh mục chánh xứ Giáo xứ Xuân Hiệp, kiêm Quản họ Hiếu Nhơn (tỉnh Vĩnh long).
Từ năm 1945 đến năm 1946, Trần Thanh Khâm đảm nhận vai trò linh mục quản nhiệm người Việt đầu tiên của giáo họ đạo Lạc Đạo. (nay là Nhà thờ chính tòa Phan Thiết). Sau đó, từ năm 1947 đến năm 1948, ông đảm trách vai trò linh mục Chánh xứ Giáo xứ Tầm Hưng (Phan Thiết).
Chỉ một thời gian ngắn sau khi thuyên chuyển đến Tầm Hưng, năm 1950, ông được chọn làm linh mục Chánh xứ Giáo xứ Thủ Thiêm và giữ chức vụ này đến năm 1953. Sau đó, ông được thuyên chuyển làm linh mục Chánh xứ Giáo xứ Chợ Quán và giữ chức vụ này đến năm 1961. Song song với nhiệm vụ Chánh xứ Giáo xứ Chợ Quán, từ năm 1958 đến năm 1961, linh mục Khâm còn là linh mục Quản nhiệm họ đạo Hưng Phú. Năm 1960, linh mục Phanxicô Xaviê Trần Thanh Khâm xây dựng nhà nguyện họ Bình Xuyên, họ nhánh của Chợ Quán. Số giáo dân ban đầu là 800 người.
Năm 1961, Tổng giám mục Phaolô Nguyễn Văn Bình bổ nhiệm Trần Thanh Khâm giữ chức Tổng Đại diện Tổng giáo phận Sài Gòn.

## Giám mục
Sau đó, ngày 14 tháng 10 năm 1965, Giáo hoàng Phaolô VI bổ nhiệm linh mục Trần Thanh Khâm làm giám mục Hiệu tòa Numluli, làm Giám mục phụ tá Tổng giáo phận Sài Gòn, trợ giúp Tổng Giám mục giáo phận này là Phaolô Nguyễn Văn Bình. Tân giám mục Trần Thanh Khâm là giám mục phụ tá đầu tiên của Tổng giáo phận Sài Gòn.
Lễ tấn phong Giám mục cho vị tân chức diễn ra ngày 6 tháng 1 năm 1966 tại Tiểu chủng viện thánh Giuse Sài Gòn. Phần nghi thức truyền chức do Tổng giám mục Phaolô Nguyễn Văn Bình chủ phong cùng với hai Giám mục Jean Cassaigne Sanh – Nguyên Giám mục Đại diện Tông Tòa Hạt Đại diện Tông Tòa Sài Gòn và Giám mục Simon Hòa Nguyễn Văn Hiền, nguyên Đại diện Tông tòa Sài Gòn, giám mục chính tòa Tiên khởi Giáo phận Đà Lạt phụ phong.
Ngày 02 tháng 10 năm 1976, ông qua đời tại Thành phố Hồ Chí Minh, thọ 74 tuổi, 46 năm linh mục trong đó có 10 năm ở cương vị giám mục phụ tá. Ông được an táng tại đất thánh Chí Hòa, Tân Bình, Thành phố Hồ Chí Minh.

## Tông truyền
Giám mục Phanxicô Xaviê Trần Thanh Khâm được tấn phong giám mục năm 1966, thời Giáo hoàng Phaolô VI, bởi:
- Giám mục chủ phong: Tổng giám mục đô thành Tổng giáo phận Sài Gòn Phaolô Nguyễn Văn Bình.
- Hai giám mục phụ phong: Giám mục Simon Hòa Nguyễn Văn Hiền, Giám mục chính tòa Tiên khởi Giáo phận Đà Lạt và Giám mục Jean Cassaigne Sanh, nguyên Giám mục Đại diện Tông Tòa Hạt Đại diện Tông Tòa Sài Gòn.

## Liênn kết ngoài
- Nhân vật Công giáo Việt Nam (tập 4) - Các Vị Giám mục Một Thời Đã Qua (1933-1995) - CHƯƠNG MỘT: TỔNG GIÁO PHẬN SÀI GÒN (24.11.1960 - 28.11.1976) TỔNG GIÁO PHẬN TP.HCM (28-11-1976 - NAY)